# Robert S. Mulliken
Robert Sanderson Mulliken ForMemRS (født 7. juni 1896, død 31. oktober 1986) var en amerikansk fysiker og kemiker, der var ansvarlig for den tidlige udvikling af molekyleorbitalteori, og derigennem molekyleorbital-metoden til at beregne strukturen af molekyler. Dr. Mulliken Modtog nobelprisen i kemi  1966, og priestleymedaljen i 1983.